# Tour der walisischen Rugby-Union-Nationalmannschaft nach Ozeanien 1969
| Tour der Waliser nach Ozeanien 1969 | Tour der Waliser nach Ozeanien 1969 | Tour der Waliser nach Ozeanien 1969 | Tour der Waliser nach Ozeanien 1969 | Tour der Waliser nach Ozeanien 1969 |
| Übersicht                           | S                                   | G                                   | U                                   | N                                   |
| ----------------------------------- | ----------------------------------- | ----------------------------------- | ----------------------------------- | ----------------------------------- |
| Test Matches                        | 3                                   | 1                                   | 0                                   | 2                                   |
| Sonstige Spiele                     | 4                                   | 3                                   | 1                                   | 0                                   |
| Gesamt                              | 7                                   | 4                                   | 1                                   | 2                                   |
|                                     |                                     |                                     |                                     |                                     |
| Australien                          | 1                                   | 1                                   | 0                                   | 0                                   |
| Neuseeland                          | 2                                   | 0                                   | 0                                   | 2                                   |

Die Tour der walisischen Rugby-Union-Nationalmannschaft nach Ozeanien 1969 umfasste eine Reihe von Freundschaftsspielen der walisischen Rugby-Union-Nationalmannschaft. Sie reiste im Mai und Juni 1969 durch Neuseeland, Australien und Fidschi, wobei sie während dieser Zeit sieben Spiele bestritt. Darunter waren zwei Test Matches gegen die neuseeländische und ein Test Match gegen die australische Nationalmannschaft. Während gegen die All Blacks zwei Niederlagen resultierten, gewannen die Iren die Partie gegen die Wallabies. Auf dem Programm standen drei weitere Spiele gegen regionale Auswahlteams (zwei Siege, ein Unentschieden) sowie ein nicht als Test Match zählendes Länderspiel gegen Fidschi, das mit einem walisischen Sieg endete.

## Spielplan
- Hintergrundfarbe grün = Sieg
- Hintergrundfarbe gelb = Unentschieden
- Hintergrundfarbe rot = Niederlage

(Test Matches sind grau unterlegt; Ergebnisse aus der Sicht von Wales)
| # | Datum         | Gegner                          | Ort          | Stadion               | Ergebnis |
| - | ------------- | ------------------------------- | ------------ | --------------------- | -------- |
| 1 | 27. Mai 1969  | Taranaki Rugby Football Union   | New Plymouth | Rugby Park            | 9:9      |
| 2 | 31. Mai 1969  | Neuseeland                      | Christchurch | Lancaster Park        | 0:19     |
| 3 | 04. Juni 1969 | Otago Rugby Football Union      | Dunedin      | Carisbrook            | 27:9     |
| 4 | 07. Juni 1969 | Wellington Rugby Football Union | Wellington   | Athletic Park         | 14:6     |
| 5 | 14. Juni 1969 | Neuseeland                      | Auckland     | Eden Park             | 12:33    |
| 6 | 21. Juni 1969 | Australien                      | Sydney       | Sydney Cricket Ground | 19:16    |
| 7 | 25. Juni 1969 | Fidschi                         | Suva         | National Stadium      | 31:11    |

## Test Matches
| 31. Mai 1969 | Neuseeland                                                                                                  | 19 : 0         | Wales | Lancaster Park, Christchurch Zuschauer: 55.000 Schiedsrichter: Patrick Murphy (Neuseeland) |
| 31. Mai 1969 | Versuche: Malcolm Dick Ken Gray Brian Lochore Bruce McLeod Erhöhungen: McCormick (2) Straftritte: McCormick | (13:0) Bericht |       | Lancaster Park, Christchurch Zuschauer: 55.000 Schiedsrichter: Patrick Murphy (Neuseeland) |

Aufstellungen:
- Neuseeland: Bill Davis, Malcolm Dick, Sid Going, Ken Gray, Ian Kirkpatrick, Earle Kirton, Tom Lister, Brian Lochore , Ian MacRae, Fergus McCormick, Bruce McLeod, Colin Meads, Brian Muller, Alan Smith, Grahame Thorne
- Wales: Gerald Davies, Mervyn Davies, Gareth Edwards, Keith Jarrett, Barry John, John Lloyd, Dai Morris, Brian Price , Maurice Richards, John Taylor, Brian Thomas, Stuart Watkins, Denzil Williams, J. P. R. Williams, Jeff Young 
 Auswechselspieler: Norman Gale

| 14. Juni 1969 | Neuseeland | 33 : 12        | Wales                                               | Eden Park, Auckland Zuschauer: 55.000 Schiedsrichter: Patrick Murphy (Neuseeland) |
| 14. Juni 1969 | Versuche: Kirkpatrick MacRae Skudder Erhöhungen: McCormick (3) Straftritte: McCormick (5) Dropgoals: McCormick | (14:6) Bericht | Versuche: Jarrett Richards Straftritte: Jarrett (2) | Eden Park, Auckland Zuschauer: 55.000 Schiedsrichter: Patrick Murphy (Neuseeland) |

Aufstellungen:
- Neuseeland: Bill Davis, Malcolm Dick, Sid Going, Ken Gray, Alister Hopkinson, Ian Kirkpatrick, Earle Kirton, Tom Lister, Brian Lochore , Ian MacRae, Fergus McCormick, Bruce McLeod, Colin Meads, George Skudder, Alan Smith
- Wales: Gerald Davies, Mervyn Davies, John Dawes, Gareth Edwards, Norman Gale, Dennis Hughes, Keith Jarrett, Barry John, Dai Morris, Brian Price , Maurice Richards, Brian Thomas, Delme Thomas, Denzil Williams, J. P. R. Williams

| 21. Juni 1969 | Australien                                                            | 16 : 19        | Wales                                                                              | Sydney Cricket Ground, Sydney Zuschauer: 26.886 Schiedsrichter: Craig Ferguson (Neuseeland) |
| 21. Juni 1969 | Versuche: McGill Smith Erhöhungen: McGill (2) Straftritte: McGill (2) | (11:0) Bericht | Versuche: G. Davies Morris Taylor Erhöhungen: Jarrett (2) Straftritte: Jarrett (2) | Sydney Cricket Ground, Sydney Zuschauer: 26.886 Schiedsrichter: Craig Ferguson (Neuseeland) |

Aufstellungen:
- Australien: Tony Abrahams, John Ballesty, John Cole, Paul Darveniza, Greg Davis , Terry Forman, John Hipwell, Arthur McGill, Roy Prosser, Peter Reilly, Hugh Rose, Jim Roxburgh, Geoffrey Shaw, Alan Skinner, Philip Smith
- Wales: Gerald Davies, Mervyn Davies, John Dawes, Gareth Edwards, Norman Gale, Keith Jarrett, Barry John, John Lloyd, Dai Morris, Brian Price , Maurice Richards, John Taylor, Delme Thomas, Denzil Williams, J. P. R. Williams